# Sega Smash Pack
Sega Smash Pack es el título de una serie de recopilaciones de videojuegos publicados para PC, Dreamcast y Game Boy Advance. Cada compilación se componía de diferentes títulos de juegos de las antiguas consolas de Sega.

## PC
El primer Sega Smash Pack se publicó en 1999 para PC. Contenía ocho juegos:
- Altered Beast
- Columns
- Golden Axe
- Out Run
- Phantasy Star II
- Sonic the Hedgehog Spinball
- The Revenge of Shinobi
- Vectorman

El segundo Sega Smash Pack, conocido como Sega Smash Pack 2, fue otro videojuego para PC, publicado en 2000. Contenía ocho juegos:
- Comix Zone
- Flicky
- Kid Chameleon
- Sega Swirl
- Shining Force
- Sonic the Hedgehog 2 (Mega Drive)
- Super Hang-On
- Vectorman 2

## Dreamcast
El tercer Sega Smash Pack fue publicado para Dreamcast solo en Norteamérica en 2001. Se llamó Sega Smash Pack Volume 1 y contenía doce juegos, ocho de los cuales (*) ya habían aparecido en anteriores Smash Packs:
- Altered Beast *
- Columns *
- Golden Axe *
- Phantasy Star II *
- Revenge of Shinobi *
- Sega Swirl *
- Shining Force *
- Sonic the Hedgehog
- Streets of Rage 2
- Vectorman *
- Virtua Cop 2
- Wrestle War

## Game Boy Advance
El cuarto Sega Smash Pack, conocido únicamente por ese título, fue publicado en 2002 para el Game Boy Advance. Contenía tres juegos, dos de los cuales (*) ya habían aparecido en anteriores Smash Packs:
- Ecco the Dolphin
- Sonic the Hedgehog Spinball *
- Golden Axe *

Mientras que Ecco the Dolphin y Sonic the Hedgehog Spinball fueron desarrollados usando el código fuente de las versiones originales de Mega Drive, Golden Axe tuvo que ser recreado desde cero para la recopilación.